# Polydesmus longicornis
Polydesmus longicornis är en mångfotingart som beskrevs av Filippo Silvestri 1894. Polydesmus longicornis ingår i släktet Polydesmus och familjen plattdubbelfotingar.

## Underarter
Arten delas in i följande underarter:
- P. l. chiesai
- P. l. longicornis